# ОВРА
ОВРА (OVRA, итал. Organo di Vigilanza dei Reati Antistatali — «Орган надзора за антигосударственными проявлениями») — орган политического сыска в Королевстве Италия времен правления короля Виктора Эммануила III. Коммунисты и анархисты расшифровывали его название как итал. Organizzazione di Vigilanza e Repressione dell'Antifascismo — «Организация выявления и подавления антифашизма» (или даже итал. Opera Volontaria per la Repressione dell'Antifascismo — «Добровольный труд по подавлению антифашизма»), в результате чего эту службу, особенно после 1945 года, многие источники стали называть «Organizzazione di Vigilanza e Repressione dell’Antifascismo».

## История
Создан фактически в 1921 году, как внутрипартийный орган движения Бенито Муссолини.
С конца 1922 — начала 1923 года ОВРА стала выполнять функцию личной службы безопасности Муссолини. В том числе, выполняла функцию службы внутренней безопасности в Национальной Фашистской Партии. Первой из известных операций ОВРА было раскрытие убийства социалиста Джакомо Маттеотти в 1924 году, совершенного группой фашистов во главе с Америго Думини. Маттеотти, несмотря на приверженность к левой идеологии, был крупным промышленником и землевладельцем, и ему не нравилась политика Муссолини в отношении ограничения власти финансового капитала и передачи основных средств производства государственным корпорациям. Он в резкой и грубой форме раскритиковал Муссолини на одном из заседаний парламента и потребовал признать незаконными последние парламентские выборы. Группа радикально настроенных фашистов, вероятно подстрекаемая лидером фашистского движения Де Боно (впоследствии был обвинен в подстрекательстве, но достаточных доказательств не было собрано), осуществила нападение на Маттеотти, и последний получил смертельное ранение во время драки. Поскольку в фашистской Италии такие радикальные меры политического насилия по отношению к политическим оппонентам считались неприемлемыми, было принято решение о наказании всех участников означенной акции. ОВРА задержала всех участников этого убийства: Америго Думини, Джузеппе Виола, Альбино Вольпи, Аугусто Малакрия, Альмето Поверомо. По сведениям многочисленных очевидцев, Муссолини в припадке гнева отдал приказ публично расстрелять убийц Маттеотти, однако начальник ОВРА не выполнил приказа, сославшись на незаконность таких мер. Все пятеро, участвовавшие в убийстве Маттеотти, предстали перед трибуналом, и трое из них были признаны виновными (Думини, Вольпи и Поверомо), и приговорены к лишению свободы.
В конце 1926 году ОВРА становится органом политической безопасности Королевства Италия. С 1927 года вводится аппарат государственной полиции Королевства Италия и напрямую подчиняется её главе Артуро Боккини.
С 1930 года ОВРА получает чрезвычайные полномочия и проводит активные оперативные мероприятия как в отношении антигосударственных проявлений, так и в отношении наиболее радикально настроенных членов Национальной Фашистской Партии. Боккини назначает главой ОВРА Франческо Нуди, которого потом сменил на этом посту Гвидо Лето.

## Статус
ОВРА не была военизированным формированием, и всегда относилась только к гражданским полицейским силам, а не к военизированной полиции (карабинерам). ОВРА имела свою систему чинов и отличий, и её сотрудники имели право носить форму гражданской полиции (Polizia di Stato). Все подразделения ОВРА имели только гражданскую организацию, и ОВРА в своем распоряжении не имела приданных военизированных подразделений. В случае необходимости в своей деятельности ОВРА имела право взаимодействовать с военизированными полицейскими силами — карабинерами и добровольческой милицией национальной безопасности (Milizia Voluntaria per la Sicurezza Nazionale), привлекая их сотрудников в своё распоряжение для выполнения специальных операций.
За весь период своего существования в Королевстве Италия (формально с 1927 по 1943 гг.), ОВРА арестовано около 4.000 чел. Все дела по линии ОВРА подлежали рассмотрению Особым трибуналом по защите государства (Tribunale Speciale per la sicurezza dello Stato). С 1927 по 1940 гг. (основной период деятельности ОВРА) к смертной казни было приговорено всего 10 человек (смертные приговоры были вынесены только террористам, за серийные убийства). Из 10 смертных приговоров исполнено 9.
Основным видом уголовного наказания, применявшимся к политическим противникам итальянского фашистского режима, была высылка на острова Адриатического и Средиземного морей (ныне туристические и курортные зоны), с запрещением въезжать в пределы континентальной Италии.
Действия ОВРА, как и других органов безопасности и юстиции Королевства Италия времен фашистского режима, были крайне мягкими, а иногда явно несоразмерными тяжести совершённого преступления, что признавалось даже ярыми его противниками. Из-за этой чрезвычайной мягкости в обращении с противниками фашистского режима все акции ОВРА, как и сам этот орган, остались в истории в тени действовавших в это же время аналогичных, но многократно более жестоких органов политической безопасности нацистской Германии (Гестапо (Geheime Staatspolizei) и аппарата СС), и НКВД СССР, под репрессии которых попали миллионы людей, и сотни тысяч из которых были казнены.

## Реорганизация
С 1943 года (после оккупации Италии германским Третьим рейхом) большинство сотрудников ОВРА фактически стали агентами британского департамента спецопераций (Special Operations Executive (SOE)) и организовывали диверсионную деятельность против немецких оккупационных сил. Но ряд сотрудников ОВРА бежал на север Италии, на территорию «фашистского государства»(Республика Сало), и присоединился к республиканским силам безопасности Муссолини.
После окончания войны, начиная с 1945 года, началась реорганизация ОВРА. Этот орган, с течением времени был реорганизован в службу внутренней разведки Итальянской Республики (Servizio Informazioni Speciali, SIS). Большинство сотрудников, служивших в ОВРА в период Муссолини, были так и оставлены на службе в этом органе, как опытные специалисты.
Особых изменений секретная полицейская служба после войны не претерпела, и продолжила действовать соответствии с большинством законов TULPS (Testo Unico delle Leggi di Pubblica Sicurezza) периода Муссолини, от 1931 года.
После окончания войны, новым её начальником был назначен генеральный инспектор Санторо, бывший в период Муссолини первым заместителем директора ОВРА Лето, а сам же Гвидо Лето был назначен супервайзером[кем?] полицейских академий Итальянской Республики. В настоящее время эта служба подчинена Исполнительному Комитету по делам служб информации и безопасности Итальянской Республики (Comitato Esecutivo per i Servizi di Informazione e Sicurezza (CESIS)).